# Marienkirche (Ortenberg)

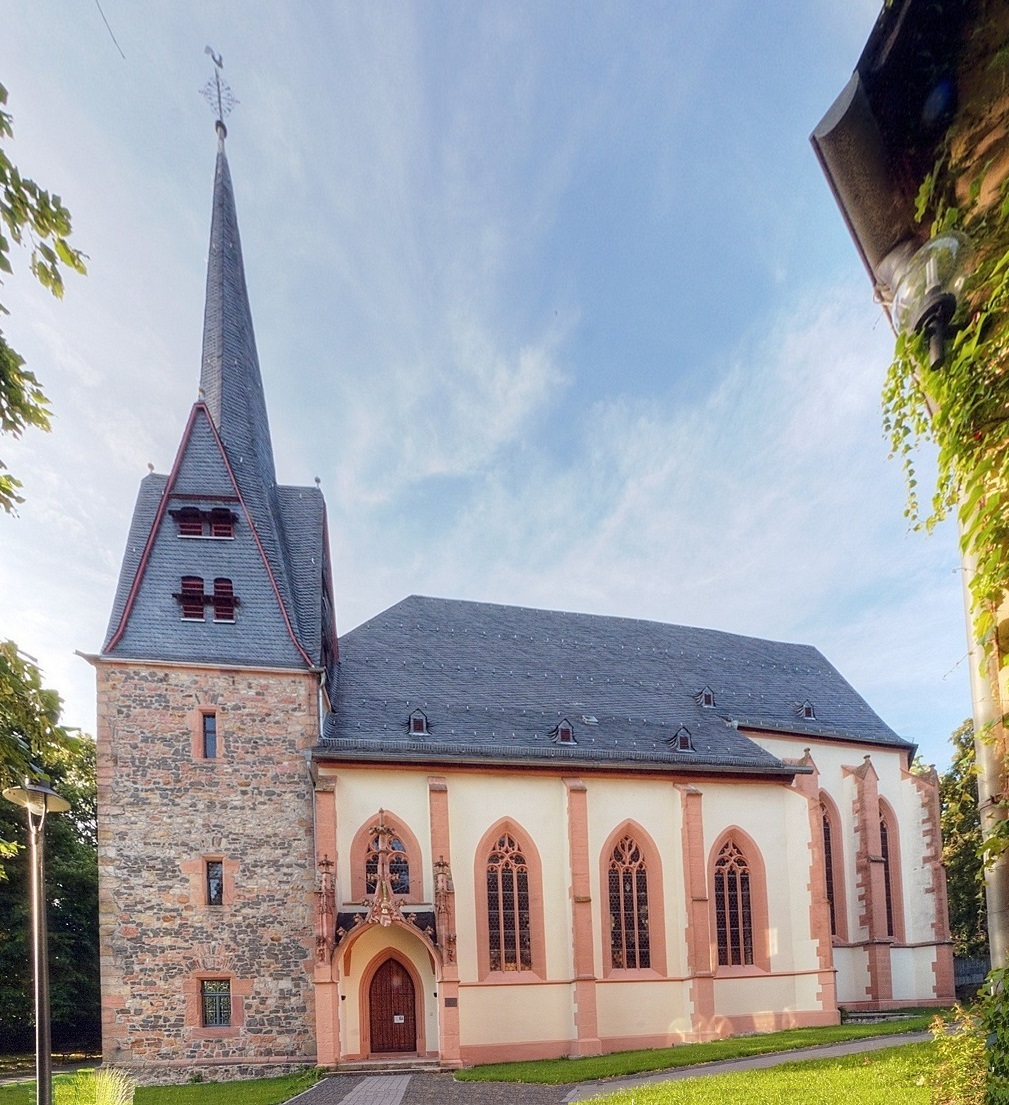
Marienkirche (Ortenberg/Hessen)

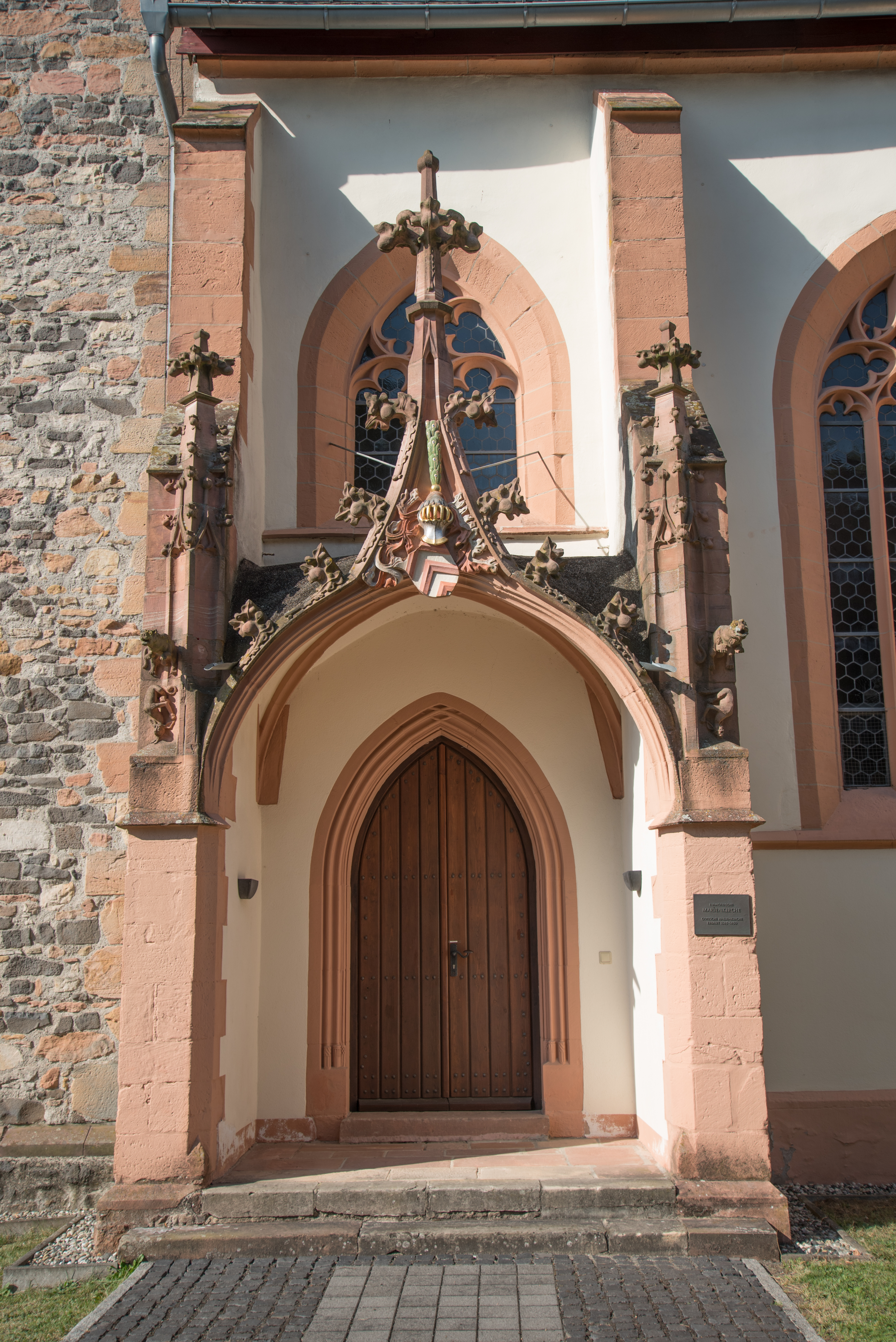
Vorhalle

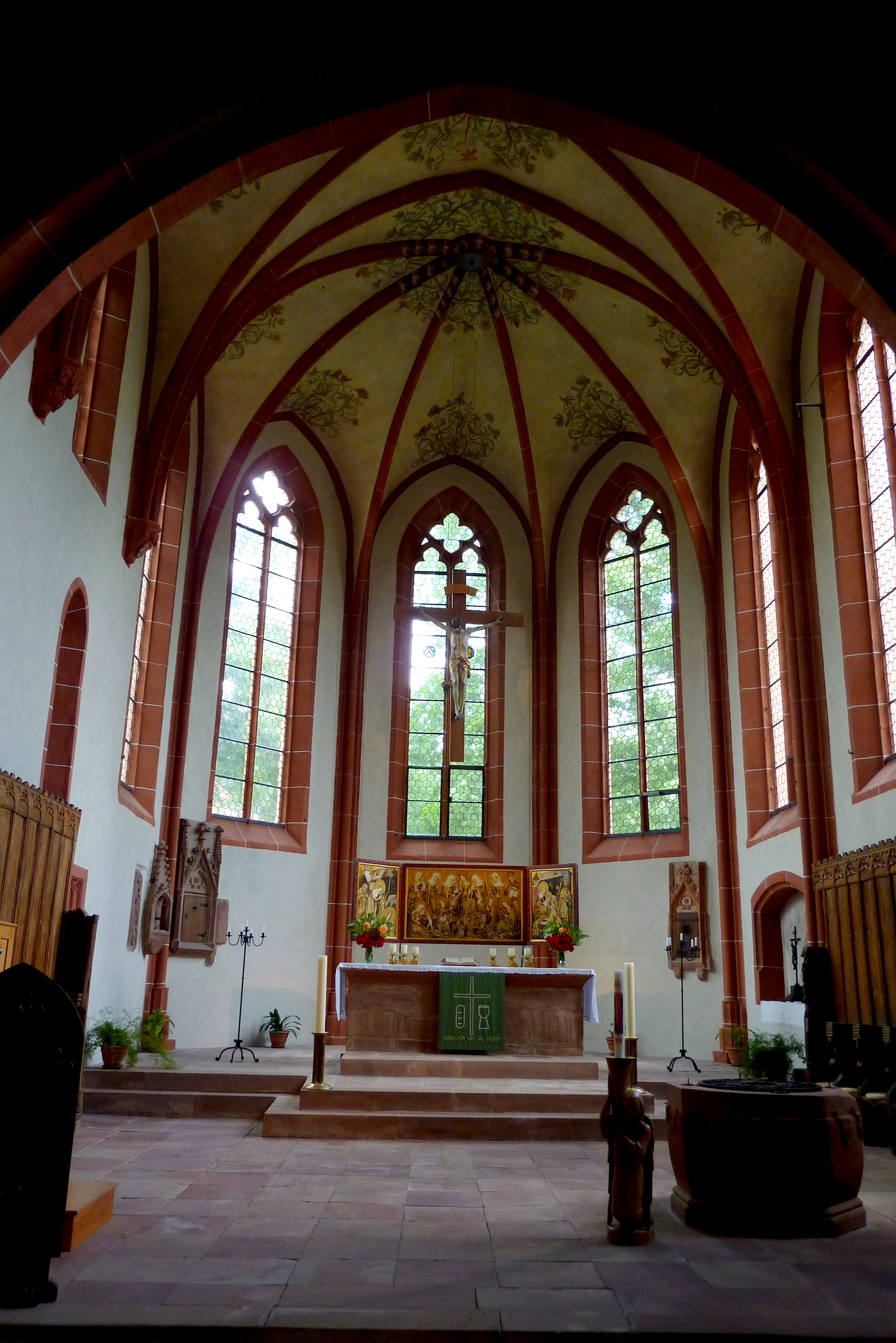
Innenansicht

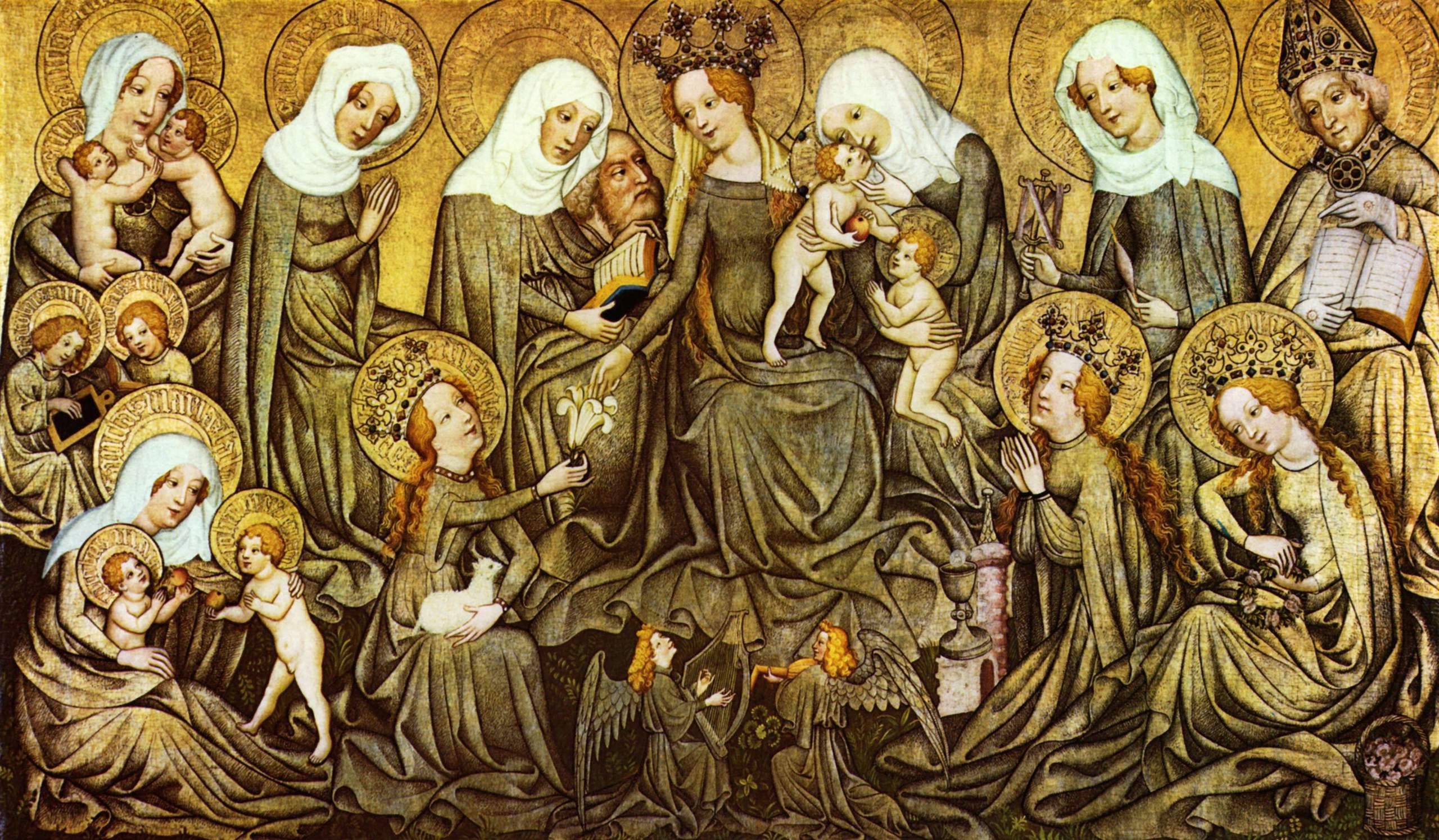
Ortenberger Altar

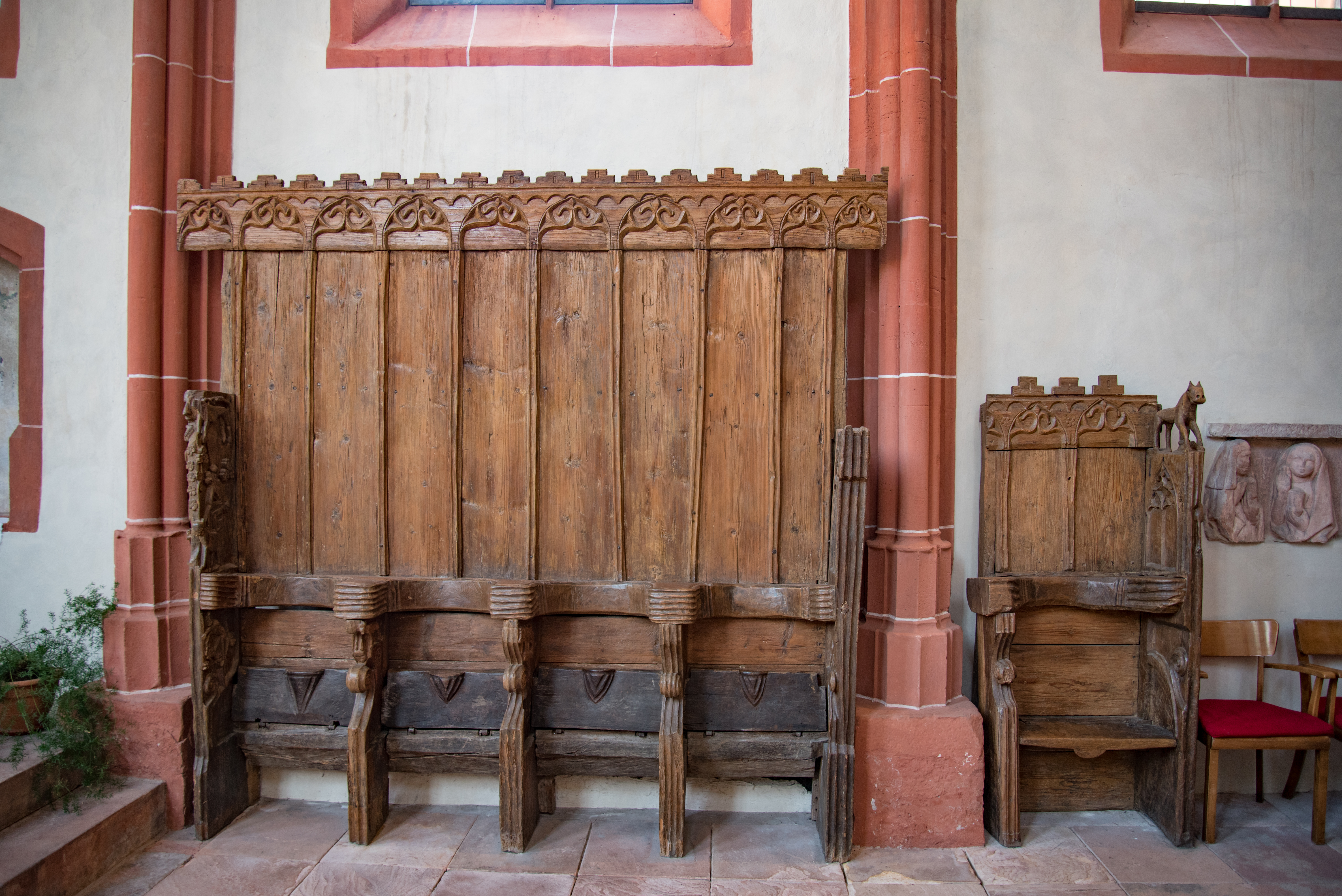
Chorgestühl

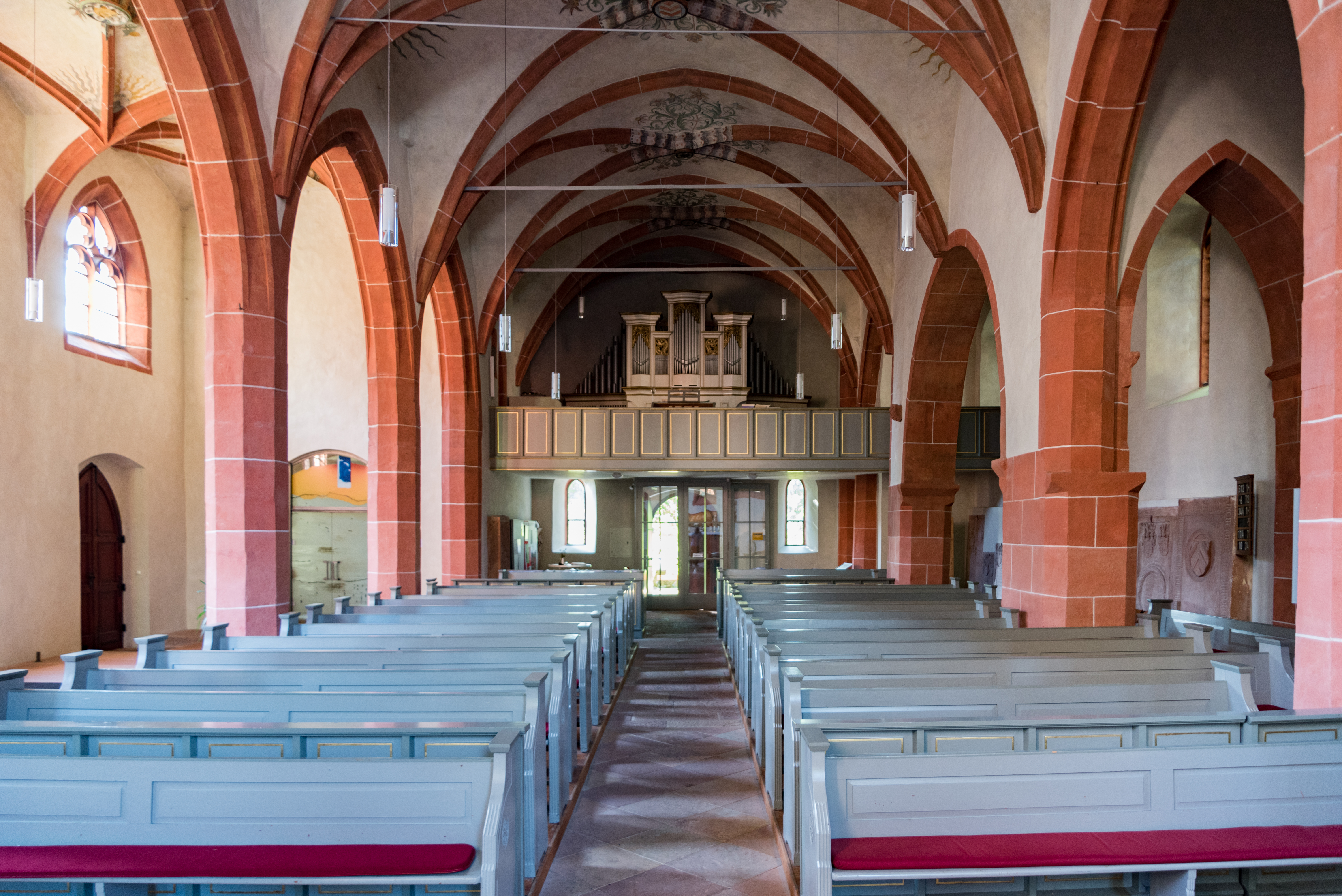
Innenansicht nach West

Die evangelische Marienkirche ist im Wesentlichen eine gotische Hallenkirche in Ortenberg im Wetteraukreis in Hessen. Sie gehört zur evangelischen Kirchengemeinde Ortenberg im Dekanat Büdinger Land der Evangelischen Kirche in Hessen und Nassau.

## Geschichte
Die heutige Gestalt der Kirche wird durch sechs Bauperioden mitbestimmt:
1. Von einem kreuzförmigen, romanischen Bauwerk aus dem 12. Jahrhundert (welches einschiffig mit Querhaus und einer Apsis gestaltet war) sind die Westwand des Schiffs, die Nord- und die Ostwand des nördlichen Querhausarms und die Südwand des Schiffs im Bereich des Turms erhalten, der südliche Querarm wurde durch Grabung nachgewiesen.
2. Vermutlich in der ersten Hälfte bis zur Mitte des 13. Jahrhunderts wurde das Bauwerk durch einen Chor (eventuell mit Apsis) und den Anbau eines nördlichen Seitenschiffs in der Flucht des nördlichen Querarms erweitert. Davon erhalten sind die Nordwand des Chores und die Arkade zum Seitenschiff.
3. Der Turm mit einem Helm, der dendrochronologisch auf 1368 (d) datiert wurde (einer der ältesten erhaltenen Turmdachstühle Deutschlands), wurde angebaut.
4. Der heute bestehende Chor wurde ab etwa 1380 neugebaut, mit einem Dachwerk von 1392 (d) versehen und danach eingewölbt.
5. Danach wurde das Langhaus um- und neugebaut, beginnend mit dem südlichen Seitenschiff aus der Zeit um 1430–1450 (von den gleichen Steinmetzen wie das Langhaus der Klosterkirche Hirzenhain); danach, eventuell nach einer Bauunterbrechung, wurden die älteren Teile umgebaut, das Mittelschiff und das nördliche Seitenschiff eingewölbt sowie teilweise neue Arkaden eingebaut.
6. Nach einem Sturmschaden wurde das Bauwerk in den Jahren 1700 bis etwa 1704 grundlegend renoviert, wobei  das zwischenzeitlich abgerissene nördliche Seitenschiff wiederaufgebaut wurde. Dabei blieb der romanische nördliche Querarm erhalten. Weiterhin wurde das Dach über allen drei Langhausschiffen erneuert.

## Architektur
Das Bauwerk ist eine dreischiffige gotische Hallenkirche mit verschieden breiten Schiffen, einem zweijochigen Chor in Mittelschiffsbreite mit Fünfachtelschluss, der etwas nordwärts von der Achse des Hauptschiffs abweicht. Das Dachwerk über Schiff und Chor hat die gleiche Firsthöhe. Der Turm steht am Westende des südlichen Seitenschiffs und wird mit einem Spitzhelm über vier Giebeln abgeschlossen, ähnlich wie beim Turm der Kirche von Selters. In der Turmwestwand ist eine große Nische mit giebelförmigem Abschluss eingelassen. Ein schlichtes abgetrepptes Portal von der romanischen Kirche führt im Westen ins Mittelschiff. Südlich neben dem Westportal ist eine spätgotische Nische mit Gedenkumschrift für Dorothea Weiß angeordnet, möglicherweise eine mittelalterliche Totenleuchte.
Die Nordwand des ehemaligen Querschiffs ist mit Kantenquaderung, einem schmalen Fenster und Portal versehen. In der nördlichen Chorwand ist ein vermauertes Fenster sichtbar.
Die Maßwerkfenster im Südseitenschiff zeigen Fischblasenformen. Vor dem Südportal steht eine kreuzrippengewölbte Vorhalle aus der Zeit um 1450, die möglicherweise von dem Meister Stephan von Irlebach ausgeführt wurde und im steilen krabbenbesetzten Kielbogen das Eppsteiner Wappen zeigt. Neben den Fialen sind Wasserspeier angebracht.
Im Innern wird das Mittelschiff mit Kreuzrippengewölben abgeschlossen, das breite südliche Seitenschiff mit Achteckpfeilern mit Netzgewölben; das nördliche Seitenschiff ist mit Mauerpfeilern und Gewölben im nördlichen Querarm abgeschlossen und im Westteil flachgedeckt. Die figürlichen Schlusssteine zeigen teilweise das Eppsteiner Wappen. An den Gewölben wurden im Jahr 1952 spätgotische Gewölbemalereien aus der zweiten Hälfte des 15. Jahrhunderts freigelegt. Der Chor ist mit Kreuzrippengewölbe, die Sakristei mit einem Tonnengewölbe abgeschlossen. Der Chor ist in ähnlichen Formen wie derjenige der Klosterkirche Hirzenhain, jedoch werden in Ortenberg die Gewölbedienste über der romanischen Nordwand von Konsolen getragen. Die segmentbogige Pforte zur Sakristei ist mit einem reichen Maßwerktympanon verziert. Sie wurde vermutlich als Grablege des Eberhard von Eppstein († 1382) erbaut, dessen Wappenstein und ein stilistisch ähnliches Lichthäuschen daneben eingemauert sind.
Zwei gleichartige Sakramentshäuschen und eine Levitennische sind ebenfalls erhalten. Das eingemauerte Fragment eines Steinreliefs aus dem 15. Jahrhundert mit Halbfiguren zeigt drei Frauen mit Salbgefäßen.

## Ausstattung
Das heutige Altarretabel ist eine Kopie aus dem Jahr 1958 von Hans List; das Original des Meisters des Ortenberger Altars aus der Zeit um 1420 befindet sich im Hessischen Landesmuseum Darmstadt. Das ungewöhnliche Retabel ist durch eine zeichnerische Herausarbeitung der Figuren aus  Gold- und Silberflächen gekennzeichnet.
Ein hölzernes Kruzifix mit 1956 restaurierter alter Fassung stammt aus der Zeit um 1500. Der frühgotische achteckige Taufstein stammt vermutlich aus dem 13. Jahrhundert. Ein steinerner gotischer Kanzelfuß wurde gegen Ende des 14. Jahrhunderts geschaffen.
Das Chorgestühl ist mit symbolischen, rustikalen Schnitzereien des heiligen Christophorus, des Eppsteiner Wappens und von Tiermotiven versehen und entstand gegen Ende des 14. Jahrhunderts.
Zahlreiche Grabsteine zumeist aus dem 16. Jahrhundert sind meist mit Ahnenwappen versehen, hervorzuheben ist der figürliche des Amtmanns Ziegler († 1581). Ein romanisches Vortragekreuz im Dreinageltypus zeigt an den Enden in Dreipassform die Evangelistensymbole.
Ein kleiner Orgelprospekt von Johann Andreas Heinemann wurde 1784 geschaffen. Die heutige Orgel ist ein Werk der Firma Förster & Nicolaus Orgelbau aus dem Jahr 1940 mit 16 Registern auf zwei Manualen und Pedal.
Von den Glocken stammen zwei von 1686, eine davon vermutlich, die andere sicher von Anthonius Fell und Johann Jakob Rincker; eine weitere ist mittelalterlich.